# Рябовское сельское поселение (Ивановская область)

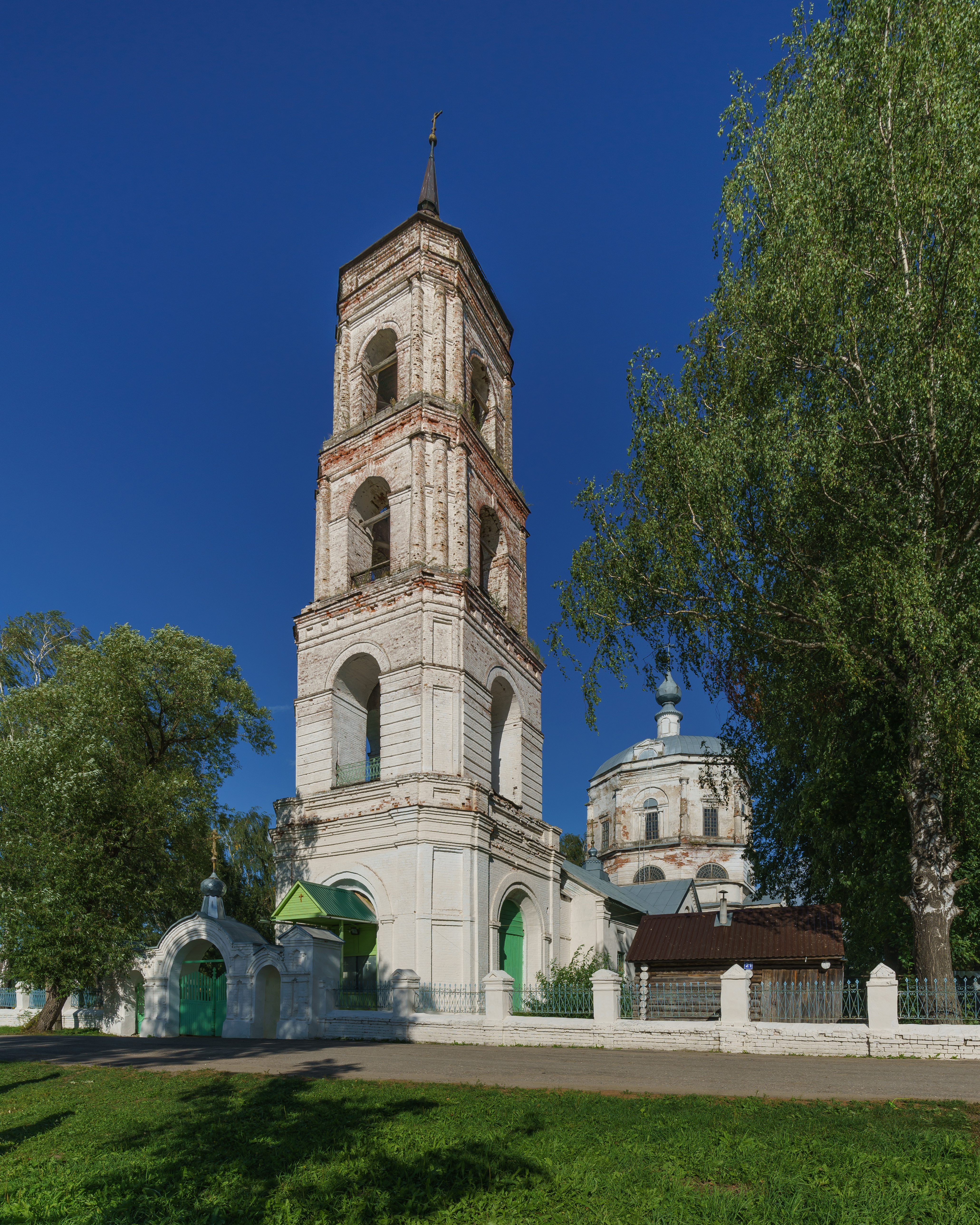
Богоявленская церковь в селе Худынское

Ря́бовское се́льское поселе́ние — муниципальное образование в Лухском районе Ивановской области Российской Федерации.
Административный центр — село Рябово.

## Географические данные
- Общая площадь: ? км²
- Расположение: юго-западная часть Лухкого района
- Граничит:
  - на севере — с Тимирязевским сельским поселением
  - на востоке и северо-востоке — с Благовещенским сельским поселением
  - на западе — Родниковским районом Ивановской области
  - на юге и юго-западе — с Палехским районом Ивановской области
  - на юго-востоке — с Верхнеландеховским районом Ивановской области.

## История
Образовано 25 февраля 2005 года, в соответствии с Законом Ивановской области N 45-ОЗ «О городском и сельских поселениях в Лухском муниципальном районе».

## Население
| 2002 | 2010  | 2011  | 2012  | 2013  | 2014  | 2015 |
| ---- | ----- | ----- | ----- | ----- | ----- | ---- |
| 1178 | ↘1064 | ↘1061 | ↘1056 | ↘1033 | ↘1011 | ↘982 |
| 2016 | 2017  | 2018  | 2019  | 2020  | 2021  |      |
| ↘981 | ↘972  | ↘946  | ↘926  | ↘916  | ↘908  |      |

## Населённые пункты
В состав сельского поселения входит 21 населённый пункт.
| №  | Населённый пункт | Тип населённого пункта | Население |
| -- | ---------------- | ---------------------- | --------- |
| 1  | Бабино           | деревня                | 38        |
| 2  | Быково           | деревня                | ↘20       |
| 3  | Вадищево         | деревня                | 17        |
| 4  | Даниловская      | деревня                | 2         |
| 5  | Елово            | деревня                | 14        |
| 6  | Заболотье        | деревня                | 15        |
| 7  | Захарово         | деревня                | 3         |
| 8  | Ильинское        | деревня                | 2         |
| 9  | Каризино         | деревня                | 0         |
| 10 | Котово           | деревня                | ↗219      |
| 11 | Кригоузово       | деревня                | 17        |
| 12 | Криковщина       | деревня                | 16        |
| 13 | Лубеньки Большие | деревня                | 0         |
| 14 | Макариха         | деревня                | 6         |
| 15 | Назарково        | деревня                | ↘30       |
| 16 | Петрово          | деревня                | ↘9        |
| 17 | Рябово           | село                   | ↗414      |
| 18 | Стеблево         | деревня                | 12        |
| 19 | Федоровская      | деревня                | 11        |
| 20 | Худынское        | село                   | ↘219      |
| 21 | Шелыгино         | деревня                | 0         |

## Руководство
Глава поселения — Сазин Василий Вячеславович.
Администрация сельского поселения находится по адресу: 155273, Ивановская обл., Лухский район,с. Рябово, д. 60а. 